# Iglesia de San Salvador (Usúrbil)
La iglesia de San Salvador es un inmueble de la localidad española de Usúrbil, en la provincia de Guipúzcoa.

## Descripción
El edificio se encuentra en la localidad española de Usúrbil, perteneciente a la provincia de Guipúzcoa, en la comunidad autónoma del País Vasco. Se menciona como iglesia parroquial del lugar en el Diccionario histórico-geográfico-descriptivo de los pueblos, valles, partidos, alcaldías y uniones de Guipúzcoa (1862) de Pablo de Gorosábel, donde aparece descrita con las siguientes palabras:

La iglesia parroquial es de la advocacion de San Salvador; la cual se halla servida por un rector y cuatro beneficiados, y es templo muy regular y decente. Su patronato pertenece en el dia al marques de San Milian, como poseedor de la antigua casa solar de Achega, de parientes mayores; quien provee la rectoría, asi como tambien antes del último concordato los beneficiados. Esta iglesia tiene un hermoso campanario construido á expensas del general D. Francisco de Echeveste.
(Gorosábel, 1862, p. 573)